# 626 هـ
626 هـ هي سنة في التقويم الهجري امتدت مُقابلةً في التقويم الميلادي بين سنتي 1228 و1229.

## مواليد
- شهاب الدين القرافي

## وفيات
- ابن منعم العبدري، عالم رياضيات من المغرب.
- شمس الدين التتمش
- التتمش
- عبد السلام بن مشيش

- أبو يعقوب السكاكي
- على أغلب الأقوال توفي فيها ياقوت الحموي